# Сон в летнюю ночь (фильм, 2017)
Сон в летнюю ночь (англ. A Midsummer Night’s Dream) — романтическая комедия, снятая в 2017 году режиссёром Кэйси Уайлдером Моттом по мотивам одноимённой пьесы Шекспира. Фильм представляет собой современную интерпретацию, в которой действие переносится из древних Афин в современный Лос-Анджелес.

## Сюжет
Действие фильма разворачивается в Голливуде, где сталкиваются амбиции, любовь и мистические силы. Основное повествование начинается в офисе известного продюсера Дюка Тесея, чья власть распространяется на весь мир шоу-бизнеса.
В центре сюжета находится молодая актриса Гермия, которая борется за право самостоятельно выбирать свою судьбу. Она планирует выйти замуж за Лисандра, талантливого, но неряшливого фотографа, вопреки воле своего влиятельного отца Тесея, который настаивает на браке с успешным агентом Деметриусом. Деметриус испытывает чувства к Гермии, но больше заботится о собственной карьере. Тем временем Хелена, талантливая сценаристка, безответно влюблена в Деметриуса, что добавляет драматизма в их запутанные отношения.
События разворачиваются на фоне современных технологий: герои выражают свои чувства через стук клавиш ноутбуков, телефонов и старинных пишущих машинок. Перипетии их отношений достигают апогея, когда вся четвёрка оказывается в ночном каньоне Топанга.

## В ролях
- Лили Рэйб — Хелена
- Хэмиш Линклейтер — Лисандр
- Финн Уиттрок — Деметриус
- Рэйчел Ли Кук — Гермия
- Фрэн Кранц — Боттом
- Эван Джогиа — Пак
- Тед Левайн — Тесей
- Пас Де Ла Уэрта — Ипполита
- Сол Уильямс — Оберон
- Миа Дои Тодд — Титания
- Чарити Уэйкфилд — Айва
- Чарли Карвер — Морда
- Макс Карвер — Снаг
- Жюстин Люпе — Флейта

## Производство
Фильм был адаптирован для экрана и срежиссирован Кэйси Уайлдером Моттом. Производственными компаниями выступили 5B Productions и Empyrean Pictures.
Оригинальный саундтрек к фильму, написанный Мией Дои Тодд, включает участие таких приглашенных исполнителей, как Тунде Адебимпе, Cut Chemist, Dntel, Мигель Этвуд-Фергюсон, Dungen и другие.

## Премьера и критика
«Сон в летнюю ночь» впервые был показан на Кинофестивале в Лос-Анджелесе в июне 2017 года, где получил положительные отзывы.
Фильм был приобретен компанией Brainstorm Media для театрального проката и демонстрировался в кинотеатрах Landmark Theatres и на других площадках по всей территории США летом 2018 года.
После выхода в широкий прокат фильм получил новые отзывы критиков. На агрегаторе рецензий Rotten Tomatoes его рейтинг «свежести» составляет 65 % со средней оценкой в 6,0 баллов из 10 на основе 17 рецензий. Metacritic дает фильм средневзвешенную оценку 67 из 100 на основе 8 критиков, что указывает на «в основном положительные отзывы».